# Spread Eagle (группа)
Spread Eagle — американская хард-рок группа из Нью-Йорка . Спустя всего несколько месяцев после основания музыкальный коллектив заключил контракт с MCA/Universal Records. Группа выпустила два альбома Spread Eagle (1990) и Open To The Public (1993), а затем распалась в 1995 году. В 2006 году музыкальный коллектив снова воссоединился.
В январе 2011 года группа официально объявила о своем новом составе, и, по словам бас-гитариста и участника-основателя Роба Де Лука, у коллектива есть планы на гастроли в Северной Америке и Европе.

## История

### Ранняя история
В конце 1980-х годов основатели Пол ДиБартоло, Роб Де Лука и Томми Галло играли в группе в Бостоне.
В 1989 году гитарист Пол ДиБартоло (известный как Сальвадор По) отправился в Нью-Йорк,, где встретил вокалиста Рэя Уэста. Пол был настолько впечатлен его голосом, что сумел убедить бас-гитариста Роба Де Лука и барабанщика Томми Галло немедленно последовать за ним в Нью-Йорк и основать новую группу с Рэем, которая стала известна как Spread Eagle.
После всего нескольких месяцев репетиций они подписали контракт с MCA/Universal Records.

### Spread Eagle
Поскольку музыканты заключили контракт с лейблом, все ещё репетируя для своего первого концерта, они записали большинство песен для своего дебютного альбома Spread Eagle (перевод с англ. — «Парящий Орел») 1990 года в студии звукозаписи. Получив мизерную раскрутку от MCA, группа выпустила видео для песни «Scratch Like A Cat», полагаясь на собственные деньги и помощь друзей.

### Open To The Public
Группа провела много времени на гастролях, прежде чем записать свой следующий альбом, и в итоге музыканты начали физически и морально выдыхаться. Первым ушел барабанщик Томми Галло. Его заменил Кирк Бланкеншип, который тоже ненадолго задержался в группе. Кирк играл на ударных на одном треке (High Horses) второго альбома Open To The Public. Затем этот альбом был записан с сессионными барабанщиками Джоном Макалузо из группы TNT и Thommy Price из Joan Jett and the Blackhearts.
Альбом «Open to the Public» был выпущен в 1993 году. Дейв Фемия играл на ударных в следующем гастрольном туре. Новый альбом не оправдал ожиданий их поклонников, в то время как Гранж набирал все большую музыкальную популярность. В итоге, в 1995 году группа Spread Eagle объявила о своем роспуске.

### После Распада Spread Eagle
Рэй Уэст на долгое время ушел из музыкального бизнеса. В данное время он солирует в группе под названием Weapons Of Anew.
Пол ДиБартоло изменил свое имя на Сальвадоре По. Он сочинил и записал песни для шведской певицы Лисы Экдаль, в то время как они были ещё женаты. Пол восхищается культурой Индии и проводит большинство своего времени в той стране.
Роб Де Лука основал новые группы под названием Ouijipig, и OF EARTH. Он также работал в качестве студийного басиста и гастролирующего басиста во многих группах, включая UFO, Себастьяна Баха, Joan Jett and the Blackhearts, Helmet, George Lynch и Vinnie Moore.
Томми Галло, известен как действующий участник группы Iron Rage и бывший участник Bang. Являясь талантливым художником, создавшим логотип Spread Eagle и обложку для первого альбома, он живёт и пишет картины в Вустере, штат Массачусетс.

### 2006 Воссоединение
В 2006 году Роб Де Лука и Рэй Уэст воссоединили группу Spread Eagle. Их дебютный альбом, который не выпускался более 10 лет, был ремастирован и переиздан независимым лейблом Lovember Records. Они начали гастролировать в 2006 году с гитаристом Крисом Каффери и барабанщиком Джоном Макалузо. В основном все участники были заняты гастролями с другими группами, поэтому Spread Eagle дал всего несколько концертов.

### Текущая Деятельность
В состав группы вошел гитарист Деннис Кимак. В декабре 2010 года барабанщик и кузен Роба Де Лука, Рик Де Лука присоединился к группе, и Spread Eagle отправился на гастроли по Северо-Восточной части США. Их дебютный альбом был признан одним из 20 лучших глэм-альбомов всех времен (наряду с Guns N 'Roses, Mötley Crüe, Hanoi Rocks и Skid Row). В 2012 году гитарист Деннис Кимак покинул группу, и его заменил Зив Шалев, который участвовал в первых двух концертах Spread Eagle в декабре 2012 года. В 2017 году Spread Eagle подтвердили несколько концертов в Европе, включая фестивали Hull Metal Heaven и HRH Sleaze. В январе 2018 года Spread Eagle подписал контракт с Frontiers SRL Records на выпуск студийного альбома 2019 года. В мае 2019 Spread Eagle объявил о выходе нового студийного альбома, который будет выпущен 9 августа при поддержке Frontiers SRL Records. 23 мая 2019 Frontiers Music SRL выпустил музыкальный клип на новую песню Spread Eagle «Sound of Speed» (перевод с англ.- «Звук Скорости») из нового альбома Subway To The Stars (перевод с англ.- «Метро к Звездам»).

## Состав

### Текущий Состав
- Рэй Уэст — ведущий вокал, перкуссия (1989—1995, 2006 — настоящее время)
- Роб Де Лука — бас, бэк-вокал (1989—1995, 2006 — настоящее время)
- Зив Шалев — гитара (2012 — настоящее время)[20]
- Рик Де Лука — барабаны (2010 — настоящее время)[21]

### Бывшие Участники
- Пол ДиБартоло (Сальвадор По) — гитара, вокал (1989—1995)
- Томми Галло — барабаны (1989—1992)

### Сессионники
- Кирке Бланкеншип — ударные (1992)
- Джон Макалузо — ударные (1992—1993)
- Томми Прайс — ударные (1992—1993)

### Туровые Участники
- Дейв Фемия — ударные (1993)
- Джон Макалузо — ударные (2006)[2]
- Крис Каффери — гитара (2006)[2]
- Джерри Уайт — ударные (2008)[21]

### Классический Состав
- Рэй Уэст — вокал
- Пол ДиБартоло — гитара, вокал
- Роб Де Лука — бас, бэк-вокал
- Томми Галло — ударные

## Дискография
| Год  | заглавие                   | этикетка              |
| ---- | -------------------------- | --------------------- |
| 1990 | Spread Eagle               | MCA/Universal Records |
| 1993 | Open To the Public         | MCA/Universal Records |
| 2006 | Spread Eagle (ремастеринг) | Lovember Recors       |
| 2019 | Subway to the Stars        | Frontiers SRL Records |